# Хопфгартен (Тирингија)
Хопфгартен (њем. Hopfgarten) општина је у њемачкој савезној држави Тирингија. Једно је од 75 општинских средишта округа Вајмарер Ланд. Према процјени из 2010. у општини је живјело 638 становника. Посједује регионалну шифру (AGS) 16071034.

## Географски и демографски подаци
Хопфгартен се налази у савезној држави Тирингија у округу Вајмарер Ланд. Општина се налази на надморској висини од 235 метара. Површина општине износи 9,1 km². У самом мјесту је, према процјени из 2010. године, живјело 638 становника. Просјечна густина становништва износи 70 становника/km².